# María Lozano Hernández
María Lozano Hernández, también conocida como La Gitana, (Valladolid, 11 de octubre de 1909-Madrid, 19 de enero de 1940) fue una militante libertaria española de etnia gitana. Fue una de las primeras mujeres fusiladas por la dictadura de Francisco Franco.

## Trayectoria
Era hija de Encarnación Hernández y Ramón Lozano. Militó en la organización no gubernamental Solidaridad Internacional Antifascista (SIA) creada por la Confederación Nacional del Trabajo (CNT) en Valencia en abril de 1937.
Lozano ingresó en la prisión de Ventas en diciembre de 1939, con un hijo de cinco meses cuyo padre estaba preso en la cárcel de Santa Rita. El bebé murió de bronconeumonía al mes de estar junto a su madre encarcelada, en enero de 1940. A Lozano se le permitió pasar la noche velando a su hijo muerto antes de ser ejecutada al día siguiente, el mismo día que fue ejecutado en el paredón del Cementerio del Este de Madrid, Florentino Salcedo, el padre de su hijo.
Fue una de las tres mil personas ejecutadas y enterradas en la necrópolis del Este del cementerio de La Almudena en los primeros cinco años de represión tras la guerra civil española.

## Reconocimientos
El caso de Lozano fue recogido en el estudio Listado de personas ejecutadas durante la posguerra (1939-1944) en la ciudad de Madrid encargado por el Ayuntamiento de Madrid al historiador Fernando Hernández Holgado.